# 吉澤康子
吉澤 康子（よしざわ やすこ、1954年 - ）は、日本の翻訳家。

## 人物・来歴
津田塾大学国際関係学科を卒業後、東京都の区立中学校の英語教師、主婦を経て、英語の翻訳家に。

## 著書
- 『忙しい人ほどよく身につく「ながら」英語学習法』（祥伝社） 2002.11
- 『「つぶやき」英語レッスン これなら身につく「ながら」学習!』（PHP研究所） 2004.2

## 翻訳
- 『危険な嫉妬』（ジョーン・スミス、ハーレクイン・エンタープライズ日本支社、シルエットロマンス） 1985.12、のち文庫
- 『カリブの人魚姫』（アン・ハンプソン、ハーレクイン・エンタープライズ日本支社、シルエットロマンス） 1986.12、のち文庫
- 『荒野のピアノ』（バーバラ・ブレットン、ハーレクイン・アメリカン・ロマンス） 1990.8、のち文庫
- 『夢は西部に』（ダラス・シュルツェ、ハーレクイン・アメリカン・ロマンス） 1991.10
- 『涙のウェディング』（エルダ・ミンガー、ハーレクイン・アメリカン・ロマンス） 1991.4、のち文庫
- 『羊たちの春』（キャシー・クラーク、ハーレクイン・アメリカン・ロマンス） 1992.2
- 『復讐の天使』（エリカ・ホルツァー、福武書店） 1994.4
- 『サンドラの場合』（バーバラ・ダマート、福武書店） 1994.9
- 『母を失うということ 娘たちの生き方』（ホープ・エーデルマン、日本放送出版協会） 1995.4
- 『コンピュータから出た死体 シリコンバレー事件ファイル1』（サリー・チャップマン、集英社文庫） 1995.9
- 『トップモデル きれいな女の汚い商売』（マイケル・グロス、文春文庫） 1996.2
- 『殺しのバーチャル・リアリティ シリコンバレー事件ファイル2』（サリー・チャップマン、集英社文庫） 1996.5
- 『マザーズ・デイ』（パトリシア・マクドナルド、ベネッセコーポレーション、福武文庫） 1996.5
- 『カリフォルニア・ブルー』（デイヴィッド・クラース、新潮社） 1996.7
- 『グラスレイク』（モーヴ・ビンキー、扶桑社ロマンス） 1997.12
- 『ザ・ロイヤルズ 封印された英国王室の真実』（キティー・ケリー、祥伝社） 1997.12
- 『ドティおばさん、銀行に押し入る』（C・C・クリスクオーロ、集英社文庫） 1997.5
- 『D.I.C. 血管内凝固症候群』（マイケル・パーマー、ベネッセコーポレーション、福武文庫） 1998.1
- 『わたしは千年生きた 13歳のアウシュヴィッツ』（リヴィア・ビトン・ジャクソン、日本放送出版協会） 1998.1
- 『大いなる救い』（エリザベス・ジョージ、ハヤカワ・ミステリ文庫） 1998.11
- 『ザ・センター』（デイヴィッド・ショービン、文春文庫） 1999.10
- 『死体は訴える』（ペニー・ワーナー、ハヤカワ・ミステリ文庫） 1999.11
- 『ムード・インディゴの沈んだ日』（フランシーン・マシューズ、文春文庫） 1999.4
- 『毒の庭』（カレン・ハーパー、ハヤカワ文庫、ミステリアス・プレス文庫)  2000.6
- 『コンプリートマドンナ 本当の『私』を求めて』（J・ランディ・タラボレッリ、祥伝社） 2001.11
- 『マフィアに恋して』（C・C・クリスクオーロ、集英社文庫） 2001.3
- 『さよならの接吻』（ジェフ・アボット、ハヤカワ・ミステリ文庫)  2004.3
- 『海賊岬の死体』（ジェフ・アボット、ハヤカワ・ミステリ文庫） 2004.7
- 『逃げる悪女』（ジェフ・アボット、ハヤカワ・ミステリ文庫） 2005.1
- 『わたしが殺された理由』（アン・アーギュラ、ハヤカワ・ミステリ文庫)  2007.3
- 『シェイクスピアと大英帝国の幕開け』（フランク・カーモード、河合祥一郎監訳、ランダムハウス講談社、クロノス選書） 2008.3
- 『正義の裁き』（フェイ・ケラーマン、創元推理文庫)  2008.5
- 『ハーバードビジネススクール 不幸な人間の製造工場』（フィリップ・デルヴス・ブロートン、岩瀬大輔監訳・解説、日経BP社） 2009.5
- 『エルサレムから来た悪魔』（アリアナ・フランクリン、創元推理文庫） 2009.9
- 『蛇の歯』（フェイ・ケラーマン、創元推理文庫） 2010.1
- 『コージー作家の秘密の原稿』（G・M・マリエット、創元推理文庫） 2011.10
- 『ロザムンドの死の迷宮』（アリアナ・フランクリン、創元推理文庫） 2011.5
- 『ミステリ作家の嵐の一夜』（G・M・マリエット、創元推理文庫） 2012.10
- 『新人警官の掟』（フェイ・ケラーマン、創元推理文庫） 2012.5
- 『アーサー王の墓所の夢』（アリアナ・フランクリン、創元推理文庫） 2013.7
- 『賢者の贈り物 / 最後のひと葉 新訳』（オー・ヘンリー、越前敏弥, 武富博子, 田中亜希子, 宮坂宏美共訳、椎名優絵、角川つばさ文庫） 2014.12
- 『もうひとりのタイピスト』（スーザン・リンデル、東京創元社） 2015.10
- 『ケチャップ・シンドローム』（アナベル・ピッチャー、ハヤカワ・ミステリ文庫） 2015.10
- 『コードネーム・ヴェリティ』（エリザベス・ウェイン、創元推理文庫） 2017.3
- 『ローズ・アンダーファイア』（エリザベス・ウェイン、創元推理文庫） 2018.8
- 『危険な友情』（スーザン・リンデル、創元推理文庫） 2020.12
- 『あの本は読まれているか』（ラーラ・プレスコット、東京創元社） 2020.4

### アン・ペリー
- 『見知らぬ顔』（アン・ペリー、創元推理文庫） 1995.9
- 『災いの黒衣』（アン・ペリー、創元推理文庫） 1999.10
- 『護りと裏切り』（アン・ペリー、創元推理文庫） 2013.1
- 『偽証裁判』（アン・ペリー、創元推理文庫） 2015.1

### サンドラ・ブラウン
- 『あきらめきれなくて』（サンドラ・ブラウン、新潮文庫） 1998.4
- 『口に出せないから』（サンドラ・ブラウン、新潮文庫) 2000.5
- 『殺意は誰ゆえに』（サンドラ・ブラウン、新潮文庫) 2001.3
- 『いたずらが死を招く』（サンドラ・ブラウン、新潮文庫) 2002.9
- 『指先に語らせないで』（サンドラ・ブラウン、新潮文庫) 2003.11
- 『氷のまなざし』（サンドラ・ブラウン、新潮文庫） 2006.1

### ローラ・リップマン
- 『スタンド・アローン』（ローラ・リップマン、ハヤカワ・ミステリ文庫) 2000.11
- 『ビッグ・トラブル』（ローラ・リップマン、ハヤカワ・ミステリ文庫) 2001.7
- 『シュガー・ハウス』（ローラ・リップマン、ハヤカワ・ミステリ文庫) 2002.8
- 『ストレンジ・シティ』（ローラ・リップマン、ハヤカワ・ミステリ文庫)  2003.9
- 『ラスト・プレイス』（ローラ・リップマン、ハヤカワ・ミステリ文庫) 2004.11
- 『あの日、少女たちは赤ん坊を殺した』（ローラ・リップマン、ハヤカワ・ミステリ文庫) 2005.10
- 『ロスト・ファミリー』（ローラ・リップマン、ハヤカワ・ミステリ文庫) 2005.12
- 『女たちの真実』（ローラ・リップマン、ハヤカワ・ミステリ文庫) 2008.2
- 『永遠の三人』（ローラ・リップマン、ハヤカワ・ミステリ文庫) 2008.7
- 『心から愛するただひとりの人』（ローラ・リップマン、共訳、ハヤカワ・ミステリ文庫、現代短篇の名手たち） 2009.11

### 「夜ふけに読みたい」シリーズ
- 『夜ふけに読みたい奇妙なイギリスのおとぎ話』（FLORA・ANNIE・STEEL [再話]、アーサー・ラッカム挿絵、和爾桃子共編訳、平凡社） 2019.11
- 『夜ふけに読みたい不思議なイギリスのおとぎ話』（Flora Annie Steel [再話]、アーサー・ラッカム挿絵、和爾桃子共編訳、平凡社） 2019.3
- 『夜ふけに読みたい神秘なアイルランドのおとぎ話』（アーサー・ラッカム挿絵、長島真以於監修、加藤洋子, 和爾桃子共編訳、平凡社） 2020.10
- 『夜ふけに読みたい数奇なアイルランドのおとぎ話』（アーサー・ラッカム挿絵、長島真以於監修、加藤洋子, 和爾桃子共編訳、平凡社） 2020.2
- 『夜ふけに読みたい動物たちのグリム童話』（アーサー・ラッカム挿絵、井口富美子監訳、和爾桃子共編訳、平凡社） 2021.1
- 『夜ふけに読みたい植物たちのグリム童話』（アーサー・ラッカム挿絵、井口富美子監訳、和爾桃子共編訳、平凡社） 2021.7